# دو طرف معادله
در ریاضیات به‌شکل‌غیررسمی از LHS برای اشاره به سمت یا طرف چپ معادله و از RHS برای اشاره به سمت یا طرف راست معادله استفاده می‌شود. از آنجا که تساوی یا رابطه هم‌ارزی است، دو طرف معادله مقدار یکسانی دارند.
این عبارات را می‌توان به نابرابری‌ها و نامعادله ها تعمیم داد که در آن‌ها طرف راست عبارت هر چیزی است که در سمت راست عملگر رابطه‌ای باشد و طرف چپ هر چیزی که در سمت چپ آن باشد.